# Pallavolo ai XVIII Giochi del Mediterraneo - Torneo maschile
Il torneo maschile di pallavolo ai XVIII Giochi del Mediterraneo si è svolta dal 22 giugno al 1º luglio 2018 a Tarragona, in Spagna, durante i XVIII Giochi del Mediterraneo: al torneo hanno partecipato dodici squadre nazionali di stati che si affacciano sul mar Mediterraneo e la vittoria finale è andata per la settima volta, la terza consecutiva, all'Italia.

## Impianti
|                                                                     |                                                                                        |  |
|                                                                     |                                                                                        |  |
| Tarraco Arena Plaza Città: Tarragona Capienza: - Anno d'apertura: - | Pabellón Municipal del Serrallo Città: Tarragona Capienza: 1 800 Anno d'apertura: 1978 |  |

## Regolamento

### Formula
Le squadre hanno disputato una prima fase a gironi con formula del girone all'italiana; al termine della prima fase:
- Le prime due classificate di ogni girone hanno acceduto alla fase finale per il primo posto strutturata in quarti di finale, semifinali, finale per il terzo posto e finale.
- Le quattro sconfitte ai quarti di finale per il primo posto hanno acceduto alla fase finale per il quinto posto strutturata in semifinali, finale per il settimo posto e finale per il quinto posto.

### Criteri di classifica
Se il risultato finale è stato di 3-0 o 3-1 sono stati assegnati 3 punti alla squadra vincente e 0 a quella sconfitta, se il risultato finale è stato di 3-2 sono stati assegnati 2 punti alla squadra vincente e 1 a quella sconfitta.
L'ordine del posizionamento in classifica è stato definito in base a:
- Numero di partite vinte;
- Punti;
- Ratio dei set vinti/persi;
- Ratio dei punti realizzati/subiti;
- Risultati degli scontri diretti.

## Squadre partecipanti
| Squadra    | Qualificazione      | Ultima partecipazione |
| ---------- | ------------------- | --------------------- |
| Albania    | Wild card           | Pescara 2009          |
| Algeria    | Wild card           | Mersin 2013           |
| Croazia    | Wild card           | Almería 2005          |
| Egitto     | Wild card           | Mersin 2013           |
| Francia    | Wild card           | Mersin 2013           |
| Grecia     | Wild card           | Pescara 2009          |
| Italia     | Wild card           | Mersin 2013           |
| Macedonia  | Wild card           | Mersin 2013           |
| Portogallo | Wild card           | Debutto               |
| Spagna     | Paese organizzatore | Pescara 2009          |
| Tunisia    | Wild card           | Mersin 2013           |
| Turchia    | Wild card           | Mersin 2013           |

## Torneo

### Fase a gironi
| Girone A   | Girone B | Girone C  | Girone D |
| ---------- | -------- | --------- | -------- |
| Grecia     | Algeria  | Egitto    | Albania  |
| Italia     | Croazia  | Macedonia | Tunisia  |
| Portogallo | Francia  | Spagna    | Turchia  |

#### Girone A

##### Risultati
| 23 giugno 2018 Tarraco Arena Plaza, Tarragona Durata: ? - Spettatori: ?       | Italia     | 3 - 0 | Grecia     | 25-20, 25-19, 25-23 |
| 24 giugno 2018 Tarraco Arena Plaza, Tarragona Durata: 1h:17 - Spettatori: 100 | Grecia     | 3 - 0 | Portogallo | 25-20, 25-18, 25-20 |
| 25 giugno 2018 Tarraco Arena Plaza, Tarragona Durata: 1h:17 - Spettatori: 150 | Portogallo | 0 - 3 | Italia     | 21-25, 18-25, 8-25  |

##### Classifica
| Pos | Squadra    | Pt | G | V | P | SV | SP | Ratio | PF  | PS  | Ratio |
| --- | ---------- | -- | - | - | - | -- | -- | ----- | --- | --- | ----- |
| 1   | Italia     | 6  | 2 | 2 | 0 | 6  | 0  | MAX   | 150 | 109 | 1.376 |
| 2   | Grecia     | 3  | 2 | 1 | 1 | 3  | 3  | 1.000 | 137 | 133 | 1.030 |
| 3   | Portogallo | 0  | 2 | 0 | 2 | 0  | 6  | 0.000 | 102 | 150 | 0.680 |

#### Girone B

##### Risultati
| 23 giugno 2018 Tarraco Arena Plaza, Tarragona Durata: 1h:16 - Spettatori: 150 | Francia | 3 - 0 | Croazia | 25-19, 25-22, 25-20               |
| 24 giugno 2018 Tarraco Arena Plaza, Tarragona Durata: 2h:00 - Spettatori: 150 | Croazia | 3 - 2 | Algeria | 25-19, 25-17, 22-25, 23-25, 15-12 |
| 25 giugno 2018 Tarraco Arena Plaza, Tarragona Durata: 1h:45 - Spettatori: 75  | Algeria | 1 - 3 | Francia | 31-29, 16-25, 21-25, 23-25        |

##### Classifica
| Pos | Squadra | Pt | G | V | P | SV | SP | Ratio | PF  | PS  | Ratio |
| --- | ------- | -- | - | - | - | -- | -- | ----- | --- | --- | ----- |
| 1   | Francia | 6  | 2 | 2 | 0 | 6  | 1  | 6.000 | 179 | 152 | 1.177 |
| 2   | Croazia | 2  | 2 | 1 | 1 | 3  | 5  | 0.600 | 172 | 173 | 0.994 |
| 3   | Algeria | 1  | 2 | 0 | 2 | 3  | 6  | 0.500 | 189 | 214 | 0.883 |

#### Girone C

##### Risultati
| 22 giugno 2018 Tarraco Arena Plaza, Tarragona Durata: 2h:10 - Spettatori: 150 | Egitto    | 3 - 2 | Macedonia | 26-24, 24-26, 25-23, 23-25, 15-11 |
| 23 giugno 2018 Tarraco Arena Plaza, Tarragona Durata: 1h:15 - Spettatori: 400 | Macedonia | 0 - 3 | Spagna    | 16-25, 14-25, 22-25               |
| 25 giugno 2018 Tarraco Arena Plaza, Tarragona Durata: 1h:43 - Spettatori: 400 | Spagna    | 3 - 1 | Egitto    | 19-25, 25-17, 26-24, 25-18        |

##### Classifica
| Pos | Squadra   | Pt | G | V | P | SV | SP | Ratio | PF  | PS  | Ratio |
| --- | --------- | -- | - | - | - | -- | -- | ----- | --- | --- | ----- |
| 1   | Spagna    | 6  | 2 | 2 | 0 | 6  | 1  | 6.000 | 170 | 136 | 1.250 |
| 2   | Egitto    | 2  | 2 | 1 | 1 | 4  | 5  | 0.800 | 197 | 204 | 0.965 |
| 3   | Macedonia | 1  | 2 | 0 | 2 | 2  | 6  | 0.333 | 161 | 188 | 0.856 |

#### Girone D

##### Risultati
| 22 giugno 2018 Tarraco Arena Plaza, Tarragona Durata: 1h:41 - Spettatori: 50  | Tunisia | 3 - 0 | Albania | 25-17, 25-17, 25-19               |
| 23 giugno 2018 Tarraco Arena Plaza, Tarragona Durata: 1h:02 - Spettatori: 100 | Albania | 0 - 3 | Turchia | 22-25, 4-25, 17-25                |
| 24 giugno 2018 Tarraco Arena Plaza, Tarragona Durata: 2h:08 - Spettatori: 150 | Turchia | 3 - 2 | Tunisia | 25-19, 21-25, 25-18, 28-30, 15-12 |

##### Classifica
| Pos | Squadra | Pt | G | V | P | SV | SP | Ratio | PF  | PS  | Ratio |
| --- | ------- | -- | - | - | - | -- | -- | ----- | --- | --- | ----- |
| 1   | Turchia | 5  | 2 | 2 | 0 | 6  | 2  | 3.000 | 189 | 147 | 1.285 |
| 2   | Tunisia | 4  | 2 | 1 | 1 | 5  | 3  | 1.666 | 179 | 167 | 1.071 |
| 3   | Albania | 0  | 2 | 0 | 2 | 0  | 6  | 0.000 | 96  | 150 | 0.640 |

### Finali 1º e 3º posto
|  | Quarti  | Quarti |        |        | Semifinali         | Semifinali         |  |  | Finale 1º/2º posto | Finale 1º/2º posto |
|  |         |        |        |        |                    |                    |  |  |                    |                    |
|  |         |        |        |        |                    |                    |  |  |                    |                    |
|  |         |        |        |        |                    |                    |  |  |                    |                    |
|  | Italia  | 3      |        |        |                    |                    |  |  |                    |                    |
|  | Italia  | 3      |        |        |                    |                    |  |  |                    |                    |
|  | Croazia | 0      |        |        |                    |                    |  |  |                    |                    |
|  | Croazia | 0      | Italia | 3      |                    |                    |  |  |                    |                    |
|  |         |        | Italia | 3      |                    |                    |  |  |                    |                    |
|  |         | Egitto | 0      |        |                    |                    |  |  |                    |                    |
|  | Turchia | Egitto | 0      | 0      |                    |                    |  |  |                    |                    |
|  | Turchia |        |        | 0      |                    |                    |  |  |                    |                    |
|  | Egitto  | 3      |        |        |                    |                    |  |  |                    |                    |
|  | Egitto  | 3      | Italia | 3      |                    |                    |  |  |                    |                    |
|  |         |        | Italia | 3      |                    |                    |  |  |                    |                    |
|  |         | Spagna | 1      |        |                    |                    |  |  |                    |                    |
|  | Francia | Spagna | 1      | 0      |                    |                    |  |  |                    |                    |
|  | Francia |        |        | 0      |                    |                    |  |  |                    |                    |
|  | Grecia  | 3      |        |        |                    |                    |  |  |                    |                    |
|  | Grecia  | 3      | Grecia | 0      | Finale 3º/4º posto | Finale 3º/4º posto |  |  |                    |                    |
|  |         |        | Grecia | 0      | Finale 3º/4º posto | Finale 3º/4º posto |  |  |                    |                    |
|  |         | Spagna | 3      |        |                    |                    |  |  |                    |                    |
|  | Spagna  | Spagna | 3      | 3      | Egitto             | 2                  |  |  |                    |                    |
|  | Spagna  |        |        | 3      | Egitto             | 2                  |  |  |                    |                    |
|  | Tunisia | 0      |        | Grecia | 3                  |                    |  |  |                    |                    |
|  | Tunisia | 0      |        |        | 3                  |                    |  |  |                    |                    |
|  |         |        |        |        |                    |                    |  |  |                    |                    |
|  |         |        |        |        |                    |                    |  |  |                    |                    |

#### Quarti di finale
| 27 giugno 2018 Tarraco Arena Plaza, Tarragona Durata: 1h:20 - Spettatori: 100 | Italia  | 3 - 0 | Croazia | 25-18, 25-18, 25-23 |
| 27 giugno 2018 Tarraco Arena Plaza, Tarragona Durata: 1h:29 - Spettatori: 120 | Turchia | 0 - 3 | Egitto  | 21-25, 25-27, 19-25 |
| 27 giugno 2018 Tarraco Arena Plaza, Tarragona Durata: 1h:27 - Spettatori: 70  | Francia | 0 - 3 | Grecia  | 24-26, 18-25, 15-25 |
| 27 giugno 2018 Tarraco Arena Plaza, Tarragona Durata: 1h:19 - Spettatori: 350 | Spagna  | 3 - 0 | Tunisia | 25-22, 25-23, 25-18 |

#### Semifinali
| 29 giugno 2018 Tarraco Arena Plaza, Tarragona Durata: 1h:11 - Spettatori: 150 | Italia | 3 - 0 | Egitto | 25-14, 25-20, 25-19 |
| 29 giugno 2018 Tarraco Arena Plaza, Tarragona Durata: 1h:19 - Spettatori: 300 | Grecia | 0 - 3 | Spagna | 23-25, 15-25, 16-25 |

#### Finale 3º posto
| 30 giugno 2018 Tarraco Arena Plaza, Tarragona Durata: 2h:09 - Spettatori: 100 | Egitto | 2 - 3 | Grecia | 23-25, 22-25, 25-19, 25-17, 10-15 |

#### Finale
| 1º luglio 2018 Tarraco Arena Plaza, Tarragona Durata: 2h:03 - Spettatori: 2 500 | Italia | 3 - 1 | Spagna | 25-22, 25-17, 33-35, 25-23 |

### Finali 5º e 7º posto
|  | Semifinali | Semifinali | Semifinali |         |         | Finale 5º/6º posto | Finale 5º/6º posto | Finale 5º/6º posto |  |
|  |            |            |            |         |         |                    |                    |                    |  |
|  | Croazia    | Croazia    | 3          |         |         |                    |                    |                    |  |
|  | Croazia    | Croazia    | 3          |         |         |                    |                    |                    |  |
|  | Turchia    | Turchia    | 2          |         |         |                    |                    |                    |  |
|  | Turchia    | Turchia    | 2          |         | Croazia | Croazia            | 3                  |                    |  |
|  |            |            |            |         | Croazia | Croazia            | 3                  |                    |  |
|  |            |            | Tunisia    | Tunisia | 1       |                    |                    |                    |  |
|  | Francia    | Francia    | Tunisia    | Tunisia | 1       | 1                  |                    |                    |  |
|  | Francia    | Francia    |            |         |         | 1                  |                    |                    |  |
|  | Tunisia    | Tunisia    | 3          |         |         | Finale 7º/8º posto | Finale 7º/8º posto | Finale 7º/8º posto |  |
|  | Tunisia    | Tunisia    | 3          |         |         |                    |                    |                    |  |
|  |            |            |            |         |         |                    |                    |                    |  |
|  |            |            |            |         |         | Turchia            | Turchia            | 3                  |  |
|  |            |            |            |         |         | Turchia            | Turchia            | 3                  |  |
|  |            |            |            |         |         | Francia            | Francia            | 2                  |  |

#### Semifinali
| 29 giugno 2018 Pabellón Municipal del Serrallo, Tarragona Durata: 2h:05 - Spettatori: 50 | Croazia | 3 - 2 | Turchia | 23-25, 25-20, 23-25, 25-21, 15-10 |
| 29 giugno 2018 Pabellón Municipal del Serrallo, Tarragona Durata: 1h:52 - Spettatori: 50 | Francia | 1 - 3 | Tunisia | 21-25, 20-25, 25-23, 23-25        |

#### Finale 7º posto
| 30 giugno 2018 Pabellón Municipal del Serrallo, Tarragona Durata: 1h:50 - Spettatori: 100 | Turchia | 3 - 2 | Francia | 19-25, 25-20, 26-28, 25-18, 15-10 |

#### Finale 5º posto
| 30 giugno 2018 Tarraco Arena Plaza, Tarragona Durata: 1h:56 - Spettatori: 50 | Croazia | 3 - 1 | Tunisia | 28-26, 21-25, 25-22, 25-23 |

## Classifica finale
| Pos | Squadra    | Rosa |
| --- | ---------- | --- |
|     | Italia     | Formazione: 1 Polo, 4 Pierotti, 5 Cavuto, 6 Sbertoli, 7 Balaso, 8 Tiozzo, 9 Raffaelli, 11 Russo, 12 Diamantini, 13 Spirito, 14 Milan, 15 Pinali, CT: Graziosi                                      |
|     | Spagna     | Formazione: 1 Colito, 2 Trinidad, 3 Rodríguez, 7 Jiménez, 9 Vigil, 10 Fernández, 13 Villena, 14 Fornés, 15 Iribarne, 18 Gámiz, 19 Lorente, 21 Del Carmen, CT: Muñoz                                |
|     | Grecia     | Formazione: 3 Zoupanīs, 4 Papadopoulos, 5 Filippov, 6 Stivachtīs, 7 Petreas, 9 Zīsīs, 11 Roumeliotakis, 13 Takouridis, 14 Pelekoudas, 18 Daridīs, 19 Papadopoulos, 21 Dalakouras, CT: Andreopoulos |
| 4.  | Egitto     | |
| 5.  | Croazia    | |
| 6.  | Tunisia    | |
| 7.  | Turchia    | |
| 8.  | Francia    | |
| 9.  | Albania    | |
| 9.  | Algeria    | |
| 9.  | Macedonia  | |
| 9.  | Portogallo | |